# Poggiridenti
Poggiridenti là một đô thị ở tỉnh Sondrio trong vùng Lombardia của Italia, có vị trí khoảng 100 km về phía đông bắc của Milano và khoảng 4 km về phía đông của Sondrio. Tại thời điểm ngày 31 tháng 12 năm 2004, đô thị này có dân số 1.869 người và diện tích là 2,9 km².
Poggiridenti giáp các đô thị: Montagna in Valtellina, Piateda, Tresivio.